# Lex Papia Poppaea
Lex Papia Poppaea е римски закон от 9 г., чиято цел е да се укрепи брачната институция. Предложен е от консулите Папий и Попей Секунд. Интересен факт е, че и двамата не са женени.

## Предпоставки
В края на Римската република семейството като обществена единица преживява криза. Развратът вътре и извън него придобиват застрашителни размери. За борба с този проблем император Август издава редица закони. Първият е от 18 г. пр.н.е.- Lex Julia de adulteriis. Той постановява наказания за прелюбодеяния, като се наказват не само преките извършители, но и допусналите го – съпруга и бащата на виновната жена. Следващият закон е Lex Julia de maritandis ordinibus. Той внася промени в семейното право. През 9 г. този втори закон е допълнен с Lex Papia Poppaea и поради това по-късните юристи обединяват с общото име lex Julia et Papia Poppaea.
Като цяло тези закони поощряват римските граждани да имат не по-малко от 3 деца, а вдовци, вдовици и разведени да встъпват в повторен брак. За спазващите законите има редица облаги, вкл. при заемане на длъжности, а за останалите се налагат различни ограничения в сферата на наследствените права.